# Jakob Rigler
Jakob Rigler (ur. 2 grudnia 1929 w Novych Ložinach, zm. 8 czerwca 1985 w Lublanie) – słoweński językoznawca, dialektolog i badacz historii języka słoweńskiego.
W 1954 r. ukończył słowenistykę na Wydziale Filozoficznym Uniwersytetu w Lublanie. W 1960 r. uzyskał doktorat na podstawie pracy dialektologicznej. W 1954 r. został zatrudniony w Instytucie Języka Słoweńskiego Słoweńskiej Akademii Nauki i Sztuki, gdzie piastował początkowo stanowisko asystenta. Przez piętnaście lat stał na czele Sekcji Dialektologicznej. W 1969 r. objął stanowisko profesora zwyczajnego na Uniwersytecie w Lublanie.
W 1985 r., na krótko przed śmiercią, został wybrany członkiem korespondentem Słoweńskiej Akademii Nauki i Sztuki.
Wniósł istotny wkład w badania nad dialektami słoweńskimi. Współtworzył publikację Karta slovenskih narečij (1983).

## Wybrana twórczość
- Južnonotranjski govori. Akcent in glasoslovje govorov med Snežnikom in Slavnikom. Lublana, 1963.
- Osnove Trubarjevega jezika. Lublana, 1965.
- Pregled osnovnih razvojnih etap v slovenskem vokalizmu. Sofia, 1965.
- Začetki slovenskega knjižnega jezika. Lublana, 1968.
- Akcentske variante I, II, III. Lublana, 1970, 1971, 1978.
- H kritikam pravopisa, pravorečja in oblikoslovja v SSKJ. Lublana, 1971.